# Абсолютна монархія
Абсолютна монархія (від лат. absolutus — самодержавство, абсолютизм) —  різновид монархічної форми правління, близької до диктатури, при якій вся повнота державної (законодавчої, виконавчої, судової, військової), а іноді й духовної (релігійної) влади знаходиться в руках монарха. Політичний режим абсолютної монархії пов'язаний з встановленням контролю над усіма сферами життя суспільства; при цьому поняття «абсолютної» («необмеженої») монархії умовно, оскільки можливості монарха обмежені розміром і якістю бюрократичного апарату, амбіціями церкви й талантом.
У вузькому, суворо науковому сенсі поняття «абсолютна монархія» збігається з поняттям абсолютизму та означає державний лад в країнах Західної Європи на пізньому етапі.
Теоретично, абсолютний монарх здійснює всю владу, але практично, монархія врівноважується політичними групами з числа соціальних класів і каст, як-от аристократія, духовенство, середніх і нижчих класів населення.
Деякі монархії мають слабкі (символічні) законодавчі та інші урядові органи, які монарх може змінювати або розпускати за власним бажанням. Країнами, де монарх досі зберігає абсолютну владу є: Бруней, Катар, Оман, Саудівська Аравія, Есватіні, ОАЕ і Ватикан.

## Характеристики

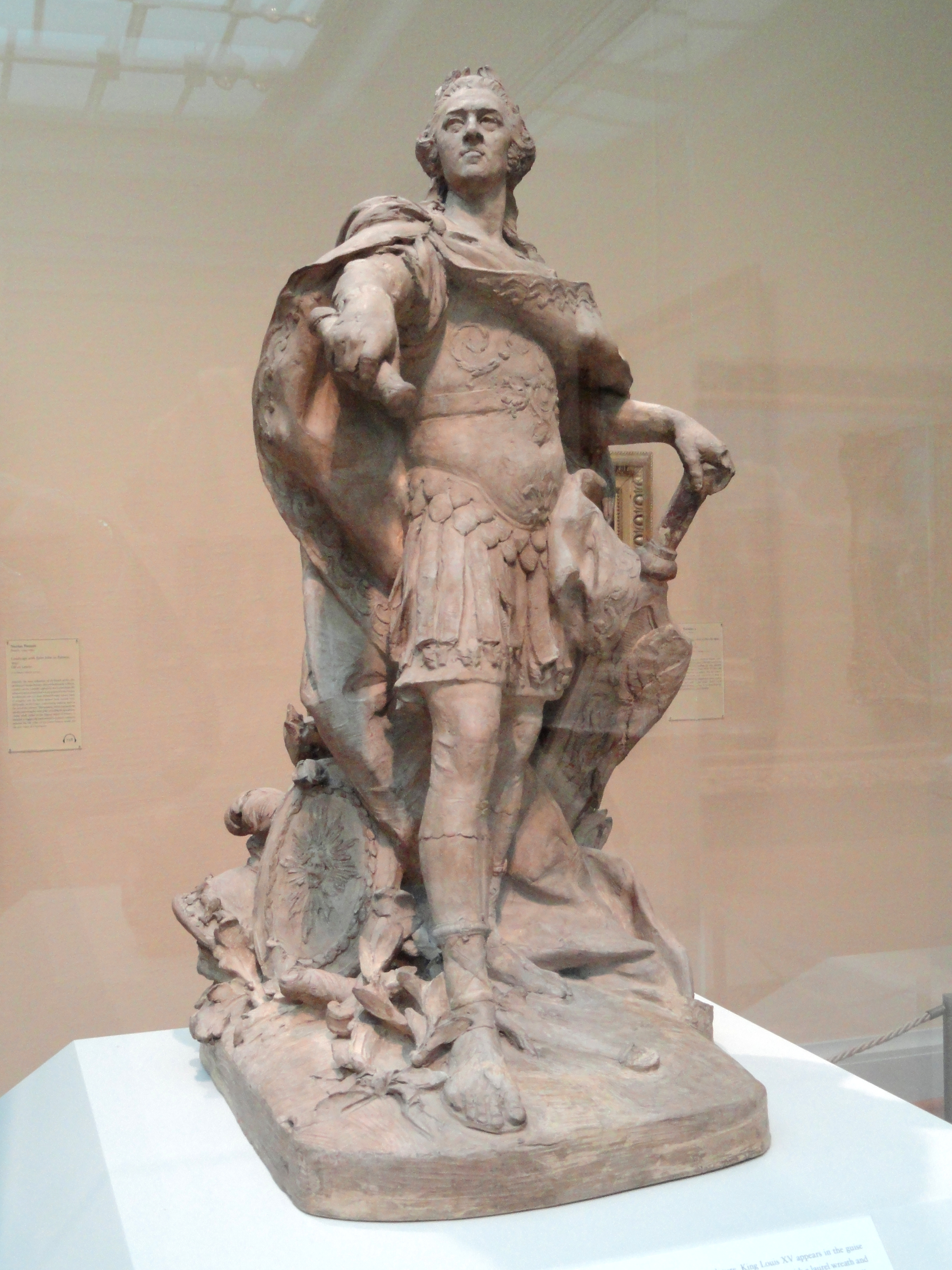
«Монумент королю Луї XV для міста Ренн», ск. Жан-Батіст Лемуан, 1748 р. модель.

Абсолютизм характеризується тим, що держава досягає такого рівня розвитку, за якого створюється великий бюрократичний апарат влади, посилюються карні органи, формується професійна армія. Діяльність станово-представницьких органів влади майже припиняється або їх розпускають.
Абсолютизм допускає, на відміну від деспотичних, тоталітарних режимів, наявність латентних (прихованих) обмежень влади: економічних (існує відносний плюралізм власності), соціальних (наявність багатоманітної соціальної структури та спадкоємної аристократії), політичних (абсолютизм здатний до політичної динаміки, розширеного політичного відтворювання), ідеологічних (абсолютизм не вбачає в існуванні ідеологічної багатоманітності загрози для себе).

## Історія
Абсолютизм спочатку сприяв розвиткові ремесла та торгівлі, але згодом став гальмом розвитку продуктивних сил. Абсолютизм характеризується утворенням бюрократичного централізованого апарату, введенням постійних податків і постійної найманої армії. Буржуазія, яка виросла у значну силу, революційним шляхом знищила абсолютизм (в Англії в XVII столітті, у Франції у XVIII столітті). У Російській імперії абсолютизм був знищений Лютневою революцією 1917 року.
Протягом історії Європи, божественне право королів як основа абсолютної монархії обґрунтовувалося теологічно. Багато європейських монархів, як-от російські, заявили про верховну самодержавну владу по божественному праву, та про неможливість їх підданих мати будь-які права для обмеження влади монарха.
Джеймс VI Шотландський (пізніше Джеймс I Англійський) і його син Карл I з Шотландії та Англії намагалися імпортувати цей принцип. Спроба Карла I запровадити єпископський спосіб правління з церквою Шотландії призвела до Ковенантського повстання і Єпископських війн. Спроби Карла I встановити абсолютистський уряд за європейським зразком, були головною причиною громадянської війни в Англії, попри те, що він прийняв це правило на 11 років: починаючи з 1629 року, після розпуску парламенту на деякий час.
Існує велика кількість різних думок істориків щодо обсягу абсолютної влади серед європейських монархій. Деякі з них, такі, як Перрі Андерсон, стверджують, що досить багато монархій досягли рівня абсолютистського контролю над своїми державами, у той час, як історики, як-от Роджер Меттам, заперечували саму ідею абсолютизму. У цілому, історики, які не згодні з терміном абсолютизм, стверджують що більшість монархів, позначені як прихильники абсолютизму, виявили не більше влади над своїми підданими, ніж будь-які інші неабсолютистські правителі, і ці історики, як правило, підкреслюють відмінності між абсолютистською пишномовністю монархів і реаліями ефективного використання влади цими абсолютними монархами.

## Поширення
Абсолютизм був вельми поширений в XVII—XVIII століттях, найяскравіше він проявився у Франції, особливо під час правління короля Людовика XIV, якому належить характерне висловлювання:
|  | Держава — це я! |

У Московській державі⁣, а пізніше і в самій Російській імперії, абсолютизм існував у формі самодержавства аж до початку XX століття.
На початок XXI століття абсолютна монархія збереглась в Бутані, Катарі, Об'єднаних Арабських Еміратах, Брунеї, Саудівській Аравії, Омані, Ватикані, Есватіні.

## Сучасні монархії
Популярність поняття абсолютної монархії істотно знизилася після Французької революції, яка сприяла поширенню ідей про уряд, заснований на народному суверенітеті.
Багато народів з абсолютних монархій, як-от Марокко, перейшли до конституційної монархії. Хоча, в деяких випадках, монарх зберігає величезну владу, а впливом парламенту на політичне життя знехтує.
У Бутані уряд перейшов від абсолютної монархії до конституційної монархії, слідуючи запланованим парламентським виборам в Tshogdu у 2003 році та виборам Національних Зборів у 2008 році.
Непал хитався між конституційним правлінням і прямим правлінням, пов'язаний з  Непальською громадянською війною, Маоїстським заколотом, і у 2001 році вбивством королівської сім'ї в Непалі, і зі скасуванням непальської монархії 28 травня 2008 року. В Тонга, король мав мажоритарний контроль у парламенті до 2010 року.
З іншого боку, Ліхтенштейн перейшов до розширення влади монарха: принцу Ліхтенштейна були надані розширені повноваження після референдуму про внесення змін до Конституції Ліхтенштейну у 2003 році.
Панівна сім'я Кім в Північній Кореї (Кім Ір Сен, Кім Чен Ір і Кім Чен Ин) була описана як де-факто абсолютної монархії або «спадкова диктатура».

### Азія
| Держава           | Світлина | Монарх                         | Дата народження | Дата початку правління | титул                                                      |
| ----------------- | -------- | ------------------------------ | --------------- | ---------------------- | ---------------------------------------------------------- |
| Абу-Дабі          |          | Халіфа бін Заїд аль Нахайян    | 25 січня 1948   | 3 листопада 2004       | Емір Абу-Дабі                                              |
| Бруней            |          | Хассанал Болкіах               | 15 липня 1946   | 5 жовтня 1967          | Його Величність Султан і Янг ді-Пертуан Брунею-Даруссаламу |
| Катар             |          | Тамім бін Хамад Аль Тані       | 3 червня 1980   | 25 червня 2013         | Його Високість Емір Держави Катар                          |
| Оман              |          | Хайтем бен Тарік Аль Саїд      | 11 жовтня 1954  | 11 січня 2020          | Його Величність Султан Омана                               |
| Саудівська Аравія |          | Салман ібн Абдул-Азіз Аль Сауд | 31 грудня 1935  | 23 січня 2015          | Хранитель Двох Святинь, Король Саудівської Аравії          |

### Африка
| Держава  | Світлина | Монарх     | Дата народження | Дата початку правління | титул                                       |
| -------- | -------- | ---------- | --------------- | ---------------------- | ------------------------------------------- |
| Есватіні |          | Мсваті III | 19 квітня 1968  | 25 квітня 1986         | Його Величність Байезе Нгвеньяма Свазіленду |

### Європа
| Держава | Світлина | Монарх   | Дата народження | Дата початку правління | Титул |
| ------- | -------- | -------- | --------------- | ---------------------- | --- |
| Ватикан |          | Франциск | 17 грудня 1936  | 13 березня 2013        | Його Святість Папа, Єпископ Риму, Вікарій Христа, Наступник Князя Апостолів, Верховний Первосвященик Вселенської церкви, Великий понтифік, Примас Італії, Архієпископ і Митрополит Римської провінції, Суверен Держави-міста Ватикан, раб Рабів Божих |